# Moïse-Germain-Louis Jousse
Moïse-Germain-Louis Jousse, francoski general, * 1895, † 1988.